# Labdarúgás a 2016. évi nyári olimpiai játékokon
A 2016. évi nyári olimpiai játékokon a labdarúgótornákat augusztus 3. és augusztus 20. között rendezték meg. A férfiak versenyében 16 csapat, míg a nőkében 12 küzdött meg a bajnoki címért.
A férfiaknál három túlkoros játékoson kívül csak 1993. január 1. után született sportolók szerepelhettek. A nőknél nem volt korlátozás.

## Selejtezők

### Férfi
| Esemény                                        | Dátum                  | Helyszín                  | Kvóta | Kvalifikált csapatok                                                  |
| ---------------------------------------------- | ---------------------- | ------------------------- | ----- | --------------------------------------------------------------------- |
| Rendező                                        | –                      | –                         | 1     | Brazília (BRA)                                                        |
| 2015-ös U23-as labdarúgó-Afrika-bajnokság      | 2015. december 12.     | Szenegál                  | 3     | Nigéria (NGR) · Algéria (ALG) · Dél-afrikai Köztársaság (RSA)         |
| 2016-os U23-as labdarúgó-Ázsia-bajnokság       | 2016. január 30.       | Katar                     | 3     | Japán (JPN) · Dél-Korea (KOR) · Irak (IRQ)                            |
| 2015-ös férfi CONCACAF olimpiai selejtezőtorna | 2015. október 13.      | Amerikai Egyesült Államok | 2     | Mexikó (MEX) · Honduras (HON)                                         |
| 2015-ös U20-as labdarúgó-Dél-Amerika-bajnokság | 2015 február 7.        | Uruguay                   | 1     | Argentína (ARG)                                                       |
| 2015-ös U21-es labdarúgó-Európa-bajnokság      | 2015. június 30.       | Csehország                | 4     | Dánia (DEN) · Németország (GER) · Portugália (POR) · Svédország (SWE) |
| Csendes óceáni játékok                         | 2015. július 17.       | Pápua Új-Guinea           | 1     | Fidzsi-szigetek (FIJ)                                                 |
| Amerikai pótselejtező                          | 2016. március 25 – 29. |                           | 1     | Kolumbia (COL)                                                        |
| Összesen                                       |                        |                           | 16    |                                                                       |

A CONCACAF selejtező harmadik helyezettje és a Dél-Amerikai selejtező második helyezettje pótselejtezőt játszik.

### Női
| Esemény                                    | Dátum                | Helyszín                  | Kvóta | Kvalifikált csapatok                           |
| ------------------------------------------ | -------------------- | ------------------------- | ----- | ---------------------------------------------- |
| Rendező                                    | -                    | -                         | 1     | Brazília (BRA)                                 |
| Afrika                                     | 2015. október 18.    |                           | 2     | Dél-afrikai Köztársaság (RSA) · Zimbabwe (ZIM) |
| Ázsia olimpiai selejtező                   | 2016. március 9.     | Japán                     | 2     | Kína (CHN) · Ausztrália (AUS)                  |
| 2014-es női Copa América                   | 2014. szeptember 28. | Ecuador                   | 1     | Kolumbia (COL)                                 |
| CONCACAF olimpiai selejtező                | 2016. február 21.    |                           | 2     | Egyesült Államok (USA) · Kanada (CAN)          |
| OFC olimpiai selejtező                     | 2016. január 26.     | Pápua Új-Guinea Új-Zéland | 1     | Új-Zéland (NZL)                                |
| UEFA: 2015-ös női labdarúgó-világbajnokság | 2015. július 5.      | Kanada                    | 2     | Franciaország (FRA) · Németország (GER)        |
| UEFA olimpiai selejtező                    | 2016. március 9.     | Hollandia                 | 1     | Svédország (SWE)                               |
| Összesen                                   |                      |                           | 12    |                                                |

## Éremtáblázat
(A táblázatokban a rendező nemzet sportolói eltérő háttérszínnel, az egyes számoszlopok legmagasabb értéke vagy értékei vastagítással kiemelve.)
| A 2016. évi nyári olimpiai játékok éremtáblázata labdarúgásban | A 2016. évi nyári olimpiai játékok éremtáblázata labdarúgásban | A 2016. évi nyári olimpiai játékok éremtáblázata labdarúgásban | A 2016. évi nyári olimpiai játékok éremtáblázata labdarúgásban | A 2016. évi nyári olimpiai játékok éremtáblázata labdarúgásban | Olimpia  |
| -------------------------------------------------------------- | -------------------------------------------------------------- | -------------------------------------------------------------- | -------------------------------------------------------------- | -------------------------------------------------------------- | -------- |
|                                                                | Ország                                                         | Arany                                                          | Ezüst                                                          | Bronz                                                          | Összesen |
| 1.                                                             | Németország (GER)                                              | 1                                                              | 1                                                              | 0                                                              | 2        |
| 2.                                                             | Brazília (BRA)                                                 | 1                                                              | 0                                                              | 0                                                              | 1        |
|                                                                |                                                                |                                                                |                                                                |                                                                |          |
| 3.                                                             | Svédország (SWE)                                               | 0                                                              | 1                                                              | 0                                                              | 1        |
|                                                                |                                                                |                                                                |                                                                |                                                                |          |
| 4.                                                             | Kanada (CAN)                                                   | 0                                                              | 0                                                              | 1                                                              | 1        |
| 4.                                                             | Nigéria (NGR)                                                  | 0                                                              | 0                                                              | 1                                                              | 1        |
|                                                                |                                                                |                                                                |                                                                |                                                                |          |
| Összesen                                                       | Összesen                                                       | 2                                                              | 2                                                              | 2                                                              | 6        |

## Érmesek

### Férfi torna
| A 2016. évi nyári olimpiai játékok érmesei férfi labdarúgásban | A 2016. évi nyári olimpiai játékok érmesei férfi labdarúgásban | A 2016. évi nyári olimpiai játékok érmesei férfi labdarúgásban | A 2016. évi nyári olimpiai játékok érmesei férfi labdarúgásban |
| Arany | Ezüst | Bronz |                                                                |
| Brazília (BRA) | Németország (GER) | Nigéria (NGR) |                                                                |
| --- | --- | --- | -------------------------------------------------------------- |
| Weverton Zeca Rodrigo Caio Marquinhos Renato Augusto Douglas Santos Luan Rafinha Alcântara Gabriel Neymar Gabriel Jesus Walace William Luan Garcia Rodrigo Dourado Thiago Maia Felipe Anderson Uilson | Timo Horn Jeremy Toljan Lukas Klostermann Matthias Ginter Niklas Süle Sven Bender Max Meyer Lars Bender Davie Selke Leon Goretzka Julian Brandt Jannik Huth Philipp Max Robert Bauer Max Christiansen Grischa Prömel Serge Gnabry Nils Petersen Eric Oelschlägel | Daniel Akpeyi Muenfuh Sincere Kingsley Madu Shehu Abdullahi Saturday Erimuya William Troost-Ekong Aminu Umar Oghenekaro Etebo Imoh Ezekiel John Obi Mikel Junior Ajayi Popoola Saliu Umar Sadiq Azubuike Okechukwu Ndifreke Udo Stanley Amuzie Usman Mohammed Emmanuel Daniel |                                                                |

### Női torna
| A 2016. évi nyári olimpiai játékok érmesei női labdarúgásban | A 2016. évi nyári olimpiai játékok érmesei női labdarúgásban | A 2016. évi nyári olimpiai játékok érmesei női labdarúgásban | A 2016. évi nyári olimpiai játékok érmesei női labdarúgásban |
| Arany | Ezüst | Bronz |                                                              |
| Németország (GER) | Svédország (SWE) | Kanada (CAN) |                                                              |
| --- | --- | --- | ------------------------------------------------------------ |
| Almuth Schult Josephine Henning Saskia Bartusiak Leonie Maier Annike Krahn Simone Laudehr Melanie Behringer Lena Goeßling Alexandra Popp Marozsán Dzsenifer Anja Mittag Tabea Kemme Sara Däbritz Babett Peter Mandy Islacker Melanie Leupolz Isabel Kerschowski Laura Benkarth Svenja Huth | Jonna Andersson Emilia Appelqvist Kosovare Asllani Emma Berglund Stina Blackstenius Lisa Dahlkvist Magdalena Eriksson Nilla Fischer Pauline Hammarlund Sofia Jakobsson Hedvig Lindahl Fridolina Rolfö Elin Rubensson Jessica Samuelsson Lotta Schelin Caroline Seger Linda Sembrant Olivia Schough | Stephanie Labbé Allysha Chapman Kadeisha Buchanan Shelina Zadorsky Rebecca Quinn Deanne Rose Rhian Wilkinson Diana Matheson Josée Bélanger Ashley Lawrence Desiree Scott Christine Sinclair Sophie Schmidt Melissa Tancredi Nichelle Prince Janine Beckie Jessie Fleming Sabrina D’Angelo |                                                              |